# Rauf Inileyev
Rauf Inileyev (ur. 8 września 1950) – uzbecki trener piłkarski. W latach 2007–2008 był selekcjonerem reprezentacji Uzbekistanu. Poprowadził ją w Pucharze Azji 2007 i doprowadził do ćwierćfinału.